# 망가 타임 키라라 MAX
《망가 타임 키라라 MAX》(일본어: まんがタイムきららMAX 만가 다이무 기라라 맛쿠스[*])는 호분샤가 발행하는 일본의 4컷 만화 잡지다. 원칙적으로 매주 19일에 발매한다.
《망가 타임 키라라》와 같은 키라라 계열 잡지와 자매관계에 있다. 캐치프라이즈는 "두근두근★비주얼 전개 매거진"(ドキドキ★ビジュアル全開マガジン)이다.

## 특징
자매지인 《망가 타임 키라라》, 《망가 타임 키라라 캐럿》에 이어 세번째 《키라라》계 잡지로서 창간되었다. 창간 시기가 다른 자매 잡지보다 늦은 것도 있고 창간 초기부터 거의 모든 지면을 신인 작가 《키라라》계 데뷔 작가 및 다른 분야 출신 작가의 작품이 차지하고 있다.
창간 초기에는 컬러 핀업이 게재됐다. 또, 창간부터 한동안 표지와 광고 등에서 소개문 중, 일본어를 로마자 표기한 문구가 보였다.
《키라라》 계열의 4컷 만화 잡지에서는 유일하게 독자란이 계속적으로 게재되고 있다.

## 역사

### 증간 잡지
통권 호수는 Vol.1까지 간행.
- 2004년 5월 24일 - 《망가 타임 키라라》 2004년 7월호 증간으로서 창간(Vol.1). 증간 잡지는 1권만 출간.

### 월간지
2021년 8월 19일 현재, 통권 호수는 NO.204까지 창간 연수는 18년째.
- 2004년 9월 29일  - 《망가 타임 키라라 MAX》 2004년 11월호으로 독립 창간. 이 호에서 ○월호표기에서 통권 카운트 NO. ○도 시작된다. 매달 29일간행에서 창간.
- 2005년 9월 20일  - 《망가 타임 키라라 MAX》 2005년 11월호 발매호부터, 매달 29일에서 매달 19일에 변경, 정가도 개정.
- 2006년 7월 19일 - 《망가 타임 키라라 MAX》 2006년 9월호 발매호부터 창간 이후 사용한 세리프(문자 장식)가 붙은 "MAX"의 로고를 변경하는 등 디자인을 팝으로 크게 리뉴얼.
- 2008년 10월 18일 - 《망가 타임 키라라 MAX》 2008년 12월호가 출간. 이 호에서 통권 호수가 No.50이다.
- 2009년 9월 19일 - 《망가 타임 키라라 MAX》 2009년 11월호가 출간. 이 호에서 독립 창간 5주년이다. 또 5주년 기념 부록으로 "카나메모 앤솔로지"을 부록하고 있다.
- 2010년 3월 19일 - 《망가 타임 키라라 MAX》 2010년 5월호가 출간. 표지의 년월호 디자인&측면의 디자인이 약간 변경된다.
- 2012년 12월 19일 - 《망가 타임 키라라 MAX》 2013년 2월호가 출간. 이 호에서 통권 호수가 No.100이다. 또 100호 기념 부록으로 메모리얼 북 커버를 부록하고 있다.
- 2013년 6월 19일 - 《망가 타임 키라라 MAX》 2013년 8월호가 출간. "2013년 여름 독서 감상문 콩쿨"의 개최를 고지. MAX지에서 연재된 작품을 대상으로 감상문을 모집. 11월호에서 우수 작품 발표.
- 2014년 8월 19일 - 《망가 타임 키라라 MAX》 2014년 10월호가 출간. 창간 10주년 기념호. 10주년 기념물"MAXX(맥스 텐)"이 부록.
- 2017년 2월 18일 - 《망가 타임 키라라 MAX》 2017년 4월호가 출간. 이 호에서 통권 호수가 No.150이다.
- 2021년 4월 19일 - 《망가 타임 키라라 MAX》 2021년 6월호가 출간. 이 호에서 통권 호수가 No.200이다. 200호 기념 특별 책자"MAX200"이 부록.

## 미디어 믹스

### 애니화 작품
- 카나메모
- 금빛 모자이크
- 주문은 토끼입니까?
- 스텔라의 마법
- 코믹 걸즈
- 봇치 더 록!